# 长叶天名精
长叶天名精（学名：Carpesium longifolium）为菊科天名精属的植物，是中国的特有植物。分布于中国大陆的四川、甘肃、贵州、湖北、云南等地，生长于海拔800米至2,300米的地区，多生于山坡灌丛边和林下，目前尚未由人工引种栽培。